# زلزال غيريرو 1911
زلزال غيريرو 1911 هو زلزالٌ وقعَ في ولاية غيريرو في المكسيك بتاريخ 16 ديسمبر 1911.